# エディンバーグ・ロードランナーズ
エディンバーグ・ロードランナーズ（Edinburg Roadrunners）は、北米独立リーグ、ユナイテッドリーグベースボールに所属していたプロ野球チーム。本拠地は、アメリカ合衆国テキサス州エディンバーグ。

## 歴史
2001年に創設され、テキサス・ルイジアナリーグへ加盟。
2006年にセントラルベースボールリーグの解散に伴い、ユナイテッドリーグ・ベースボールへ移籍し、チーム名をエディンバーグ・コヨーテス（Edinburg Coyotes）とする。
2009年にチーム名を再び現在のものに変更。
2011年からはノーザンリーグ、ユナイテッドリーグベースボール、ゴールデンベースボールリーグが合併して誕生したノース・アメリカンリーグに参入した。
2013年にユナイテッドリーグ・ベースボールへ復帰した。この年限りで解散。

## 所属選手
- ランディ・ウィリアムス（2002年）
- カルロス・ヘラルド（2009 - 2010、2012年）
- ジェームズ・ホイト（2012年）
- 岩﨑哲也（2012年）
- 高島毅（2013年）
- 坪井智哉（2013年）